# Стшешув (Нижньосілезьке воєводство)
Стшешув (пол. Strzeszów) — село в Польщі, у гміні Вішня-Мала Тшебницького повіту Нижньосілезького воєводства.
Населення — 1040 осіб (2011).
У 1975-1998 роках село належало до Вроцлавського воєводства.

## Демографія
Демографічна структура станом на 31 березня 2011 року:
|          | Загалом | Допрацездатний вік | Працездатний вік | Постпрацездатний вік |
| -------- | ------- | ------------------ | ---------------- | -------------------- |
| Чоловіки | 525     | 110                | 387              | 28                   |
| Жінки    | 515     | 99                 | 349              | 67                   |
| Разом    | 1040    | 209                | 736              | 95                   |